# توم غريف
توم غريف (بالإنجليزية: Tom Grieve)‏ هو لاعب كرة قاعدة أمريكي، ولد في 4 مارس 1948 في بيتسفيلد في الولايات المتحدة.

## وصلات خارجية
- توم غريف على موقع دوري كرة القاعدة الرئيسي (الإنجليزية)
- توم غريف على موقعبيزبول رفرنس.كوم (الدوري الرئيسي) (الإنجليزية)